# چارلز مور (دونده)
چارلز مور (انگلیسی: Charles Moore؛ زادهٔ ۱۲ اوت ۱۹۲۹ – درگذشته ۸ اکتبر ۲۰۲۰) دونده اهل ایالات متحده آمریکا بود.